# بچه‌مهندس
بچه مهندس یک مجموعهٔ تلویزیونی ایرانی است که در چهار فصل تولید شده است. بچه‌مهندس اولین سریال ایرانی است که در آن رابطه دوستی میان دختر و پسر نوجوان به نمایش درآمده است. فصل نخست این اثر نوشتهٔ سجاد ابوالحسنی و نگارش فیلمنامه فصل‌های دوم تا چهارم، بر عهدهٔ حسن وارسته بوده است. سه فصل اول توسط علی غفاری و فصل چهارم آن را احمد کاوری کارگردانی کرده است. تهیه و تولید این اثر بر عهده سعید سعدی بوده است. بنا بر اظهارات تهیه‌کننده، این مجموعه از ابتدا برای ماه رمضان ساخته نشده‌بود اما با تصمیم مدیران سیما فصل اول آن در ۳۰ قسمت در ماه رمضان ۱۳۹۷ از شبکه دوم سیما پخش شد. فصل دوم این مجموعه در دی ماه ۹۷، فصل سوم در ماه رمضان ۱۳۹۹، و فصل چهارم نیز در ماه رمضان ۱۴۰۰ پخش شد.

## داستان
داستان این مجموعه در تاریخ معاصر و در سه فاز کودکی، نوجوانی و جوانی پسری مطرح می‌شود که در نوزادی رها شده چون پدرش نمی‌خواسته او به دنیا بیاید و تصمیم می‌گیرد برای قماربازی اش او را بفروشد تا پولش جور شود؛ در شبی پس از چند ماه که به خانه می‌آید و کودک را می‌یابد؛ با زنش دعوا می‌کند و مادر و بچه از خانه بیرون می‌آیند. مادر، بچه را به پرورشگاه می‌سپارد و در آنجا نام بچه را جواد جوادی می‌گذارند و داستان زندگی جواد از آنجا روایت می‌شود.

### فصل‌ها

#### خلاصه داستان فصل ۱
در تابستان سال ۱۳۶۷ ، زنی هراسان و با حالی پریشان و صورتی کتک‌خورده و زخمی کودک خود را با اصرار و التماس زیاد به پرورشگاه خانه خورشید می‌سپارد و ادعا می‌کند اگر بچه را نپذیرند پدرش او را خواهد فروخت و می‌گوید یک هفته دیگر می‌آید و بچه را پس خواهد گرفت. یک هفته می‌گذرد و خبری از مادر نوزاد نمی‌شود . در پرورشگاه نام بچه را جواد جوادی می‌گذارند و او با بچه‌های دیگر در خانواده بزرگ پرورشگاه کم‌کم بزرگ می‌شود. صدیقه (ساناز سعیدی) همسر قدرت ، مردی که جواد را از مادرش گرفته است و در جنگ کشته شده ، کم‌کم به او علاقمند شده و رابطه عاطفی میان او و جواد برقرار می‌شود. مدیر پرورشگاه خانم منیره جاهد (بهناز جعفری) شخصی بسیار سخت گیر و خشن است که روشهای تربیتی او موجب ناراحتی بچه‌ها و کارکنان مرکز می‌گردد. از طرف دیگر سر و کله مردی که چهره وحشتناکی دارد و به صورت زخمی معروف است پیدا می‌شود و همه فکر می‌کنند که پدر جواد است (اما در فصل دوم مشخص می‌شود که پدر مژگان است) که معلوم می‌شود که یک زن ، احتمالاً همسرش ، را کشته و در کار قاچاق مواد مخدر و کالا است و با ایجاد وحشت و نگرانی در پرورشگاه، منشأ اتفاقاتی در مجموعه تلویزیونی می‌شود. جواد به کارهای فنی علاقه دارد و استعداد عجیبی در ساختن وسایل با استفاده از مواد بی‌مصرف و دور انداخته شده دارد و به همین دلیل بچه مهندس نامیده می‌شود و به همین دلیل شروع با نامه‌نگاری با مدیر مؤسسه ، محمدرضا سرلک ، که هیچ‌کس به غیر از معاون‌اش ، شفیع آصف ، و راننده‌اش ، محمد فلاح ، او را ندیده است ، می‌‌کند و بعد هم برای همه بچه‌های پرورشگاه ، دوچرخه می‌آورد. او در ۶ سالگی موفق شد به تنهایی دوچرخه ای تعمیر کند. جواد دوست صمیمی با نام رسول دارد که در خوشی‌ها و لحظات سخت با اوست. جواد به یکی از دختران پرورشگاه بنام مژگان مرادخانی علاقمند می‌شود و این علاقه یکی از محورهای داستان می‌گردد؛ و آن را به سرپرستی خانم سارا و آقای افشین عباسی می‌سپارند و جواد سعی می‌کند تا به او برسد و او را برگرداند که باعث چالش‌هایی برای جواد می‌شود. در هر حال جواد و بچه‌های پرورشگاه ، به مدرسه می‌روند و ماجراهایی برای او در مدرسه و امتحانات رخ می‌دهد . سپس صدیقه (مادرخوانده جواد جوادی) به دلیل سکته می‌میرد و مدیر پرورشگاه خانم منیره جاهد به دلیل این‌که‌ متوجه می‌شود خواهر ناتنی اسماعیل جهانشیری ، نگهبان پرورشگاه ، است از پرورشگاه می‌رود و آقای عزیز لاهوتی (سیاوش چراغی پور) ، مدیر داخلی پرورشگاه ، جانشین او می‌شود و به دلیل بزرگ شدن بچه دخترها و کارمندان زن ، آن‌ها از پرورشگاه می‌روند و پسران و دختران را به دستور سرلک از هم جدا می‌کنند و جواد و رسول کنار هم بزرگ می‌شوند و جواد منتظر می‌ماند که ۱۸ سال‌اش شود و به نزد مژگان برود و با او ازدواج کند. فاز اول مجموعه تلویزیونی بچه مهندس در ۳۰ قسمت، ماه رمضان ۹۷ از شبکه دو سیما پخش شد.

#### خلاصه داستان فصل ۲
فصل دوم مجموعه تلویزیونی بچه مهندس روایتگر داستان مقطع نوجوانی جواد جوادی است.
قصه این فصل در سال ۸۳ رخ می‌دهد. جواد که همچون سن کودکیش کنجکاوست و ذهن پرسشگری دارد در این فصل به دنبال هویت اصلی خودست؛ بنابراین با یافتن سرنخی کوچک از مادرش گلچهره، و پدرش که گمان می‌کند صورت زخمی است، به جستجو می‌پردازد تا به راز گذشته خود پی ببرد. این راز گشایی فقط محدود به هویت خود نمی‌شود، او با زیر نظر گرفتن بابا اسماعیل و نشانه‌هایی از سرلک پی به هویت اصلی بابا اسماعیل می‌برد. در میانه کنجکاویهای نوجوانانه و یافتن حقیقت، بر آن می‌شود تا سراغ عشق دوره کودکیش مومو، که فرزند خوانده خانواده متمول عباسی شده؛ رفته و قول و قرار کودکی را به مژگان و خانواده عباسی یادآوری کند. جواد با یافتن خانه عباسی و دیدار با مجدد با مژگان، دوباره با شروط دیگر خانواده عباسی روبرو می‌شود. او برای رسیدن به مژگان باید به سن قانونی و عقلی رسیده و در دانشگاه معتبری قبول شود. جواد در ۱۸ سالگی پس از قبولی با رتبه خوب در کنکور آن هم در دانشگاه امیر کبیر، با روزنامه اعلام نتایج پذیرفتگان کنکور نزد مژگان و خانواده اش می‌رود تا به آنها بگوید که به عهد خود وفا کرده، حال نوبت آنهاست که به قرار خود پایبند باشند، اما باز با مانع جدیدی روبرو می‌شود خانواده عباسی قصد رفتن به کشور آمریکا دارند و جواد و مژگان در فرودگاه با یکدیگر خداحافظی می‌کنند و مژگان به او قول می‌دهد که پایان داستان این دو خوش است. داستان فصل دوم بچه مهندس در ۳۲ قسمت در دی ماه سال ۱۳۹۷ پخش شد.

#### خلاصه داستان فصل ۳
«جواد جوادی» در این فصل پا به دانشگاه امیر کبیر می‌گذارد. در همان بدو ورود طی اتفاق غیر مترقبه ای با مسعود و سپس قاسم که از اهالی بیرجند است آشنا می‌شود. گرچه دوستی جواد با این دو کمی دچار چالش بوده اما رفته رفته با یکدیگر رفیق می‌شوند. هر سه دوست با هم پیمان می‌بندند که با سخت کوشی و تحصیل، نخبه شده و به راحتی جذب دانشگاه پورتلند آمریکا که محل سکونت مژگان عباسی است بشوند. آنها در مقطع فوق لیسانس برای آزمایش پروژه خود وارد حریم ممنوعه شده و برایشان مشکلات عدیده امنیتی پیش می‌آورد. مشکلاتی که موجب می‌شود جواد به آینده اش و رسیدن به پورتلند نگران شود. در ادامه ماجرا خطرهای زیادتری دامن جواد و مسعود و قاسم را می‌گیرد. آنها در این فصل برای رهایی از موانع به نوبه خود اقدام می‌کنند. تیم جهت برای رسیدن به هدف بزرگشان در چند جبهه می‌جنگند. جنگ با رقبای دانشگاه، درگیری با بازار کار و تبعیض‌ها، جنگ برای اثبات خود به مدیران و مسئولین و صاحب صنایع، مرافعه با رئیس سخت گیر و مقرراتی دانشگاه آقای توفیقی، تلاش برای برطرف کردن سوءظنی که سرگرد خوشنام به آنها دارد باعث شده تا این فصل با فراز و فرودهای متعددی مواجه شود. به‌خصوص در میانه نبرد هر سه دوست درگیر مسائل عاطفی هستند یا می‌شوند که راه را برای رسیدن به پورتلند دشوارتر می‌کند… در پایان داستان، جواد از رفتن به پورتلند و ازدواج با مژگان منصرف می‌شود و تصمیم می‌گیرد با مرضیه، همکار و هم دانشگاهی اش، دختر دکتر توفیقی ازدواج کند.
فصل سوم مجموعه تلویزیونی بچه مهندس در ۳۶ قسمت تهیه و تولید و در کنداکتور پخش ماه رمضان ۹۹ شبکه دو قرار گرفت.

#### خلاصه داستان فصل ۴
در ادامه داستان فصل سه بچه مهندس، جواد جوادی که از ازدواج با مژگان و مهاجرت به خارج از کشور منصرف شده است؛ قصد ازدواج با مرضیه، دختر رئیس دانشگاه و هم‌دانشگاهی‌اش را دارد. اما صادق به خاطر ماجراهای گذشته جوادی، با ازدواج این دو مخالف است. از سوی دیگر با دستیابی ایرانی‌ها به پهپاد آمریکایی RQ170، گروهی مأمور پس گرفتن قطعات پهپاد از ایرانی‌ها می‌شوند. در ادامه ماجرا و در آستانه ازدواج جواد و مرضیه، بیماری و ابتلای جوادی به تومور مغزی، زندگی جواد را دچار تغییراتی می‌کند تا جایی که حتی از ازدواج با مرضیه منصرف می‌شود. اما در ادامه ماجرا اتفاقاتی رخ می‌دهد که جوادی متحول شده و به اشتباهش پی می‌برد. در ادامه داستان جواد با پذیرش ریسک عمل، زیر تیغ جراحی پروفسور حسام که در حرم مطهر رضوی با او آشنا شده می‌رود و با طی کردن طول درمانش بهبود می‌یابد و با مرضیه ازدواج می‌کند و تیم جاسوسی که قصد پس گرفتن قطعات پهپاد را داشتند از بین می‌روند.

## بازخوردها

### انتقادات
انتقادات بابت طراحی صحنه و رعایت نکردن صحنه با دوره زمانی وقوع قصه متوجه مجموعه فوق گشت، جایی که مجموعه تلویزیونی در اوایل دهه هشتاد اتفاق می‌افتد اما فضای شهری متعلق آن دوره نیست. مرگ تراژیک گلچهره و دیر رسیدن جواد به همراه ژاله بر سر جنازه مادر نوجوان قصه، بخشی از مخاطبان را به خاطر نرسیدن مادر و فرزند و دیدن صحنه دلخراش مرگ مادر توسط فرزندش، مکدر کرد. نقد بعدی وارد شده به مجموعه به تصویر کشیده شدن رابطه عاشقانه بین دو شخصیت نوجوان مجموعه تلویزیونی بود، و تابوی نشان دادن روابط عاطفی دو نوجوان که سالها در رسانه رسمی ایران و بین خانواده‌های سنتی ممنوع بود را به تصویر کشید. برخی سازندگان این مجموعه را مروج سند ۲۰۳۰ یونسکو و تساهل «روابط غیرشرعی» دانستند و برخی مجموعه تلویزیونی فوق را بابت طرح مسئله ازدواج دو شخصیت نوجوان مروج کودک‌همسری دانستند. در مجموعه تلویزیونی بازیگر نوجوان نقش جواد جوادی ۱۴ ساله (مانی رحمانی) تصمیم به ارتباط با عشق قدیمی و هم سن خود مژگان ۱۱ ساله دارد. مسئلهٔ کودک همسری پیش از این ضمن مطرح بودن در محافل مجازی و سیاسی-اجتماعی کشور مورد بحث‌های بسیار قرار گرفته و موضوع حساسی بود. کاربران در فضای مجازی مجموعه تلویزیونی را حاوی «بدآموزی»، «ترویج کودک همسری»، «بیدار کردن هیجانات جنسی نوجوانان» و راحت شدن روابط دخترها و پسرهای نوجوان دانستند. عده زیادی نیز بر این اعتقاد بودند که سرانجام تلویزیون برخی از خطوط قرمز را شکسته و دیدش را نسبت به اینگونه روابط که مستلزم این مقطع سنی است باز کرده و آن را به فال نیک گرفته‌اند و خواهان پرداخت و شکافتن بیشتر موضوعات از صدا و سیما شدند. بهاره رهنما بازیگر تئاتر و سینما و از بازیگران این مجموعه تلویزیونی تلویزیونی که پیشتر سابقه واکنش نشان دادن به مسائل اجتماعی را داشت در خصوص پذیرفتن بازی در این مجموعه تلویزیونی و انفعالش برابر موضوع فوق که توسط عده ای مورد انتقاد قرار گرفت. نهایتاً وی بدین امر واکنش نشان داد و گفت مجموعه تلویزیونی بچه مهندس به هیچ وجه در پی ترویج کودک همسری نبوده و قصد نویسنده و کارگردان آگاهی بخشی به نوجوانان و والدین بوده.
بازیگران و عوامل مورد انتقاد مجموعه تلویزیونی عموماً از پاسخگویی مستقیم به اتهامات خود داری کردند. علی غفاری کارگردان مجموعه تلویزیونی و حسن وارسته نویسنده و سایر عوامل تولید نسبت به آن واکنش نشان دادند. در گفتگوهایشان با سایتها و خبرگزاریها این اتهام را رد کرده و موکداً گفتند که مجموعه تلویزیونی چنین قصدی نداشته است. چرا که هم سند ۲۰۳۰ تعریف مشخصی دارد و هم کودک همسری.
سیاوش چراغی پور دیگر بازیگر این مجموعه نیز در پاسخ به انتقادات مطرح شده در خصوص ترویج کودک همسری این‌طور پاسخ داد:

دربارهٔ بعضی موضوعات شیطنت‌هایی صورت گرفته که خیلی نظر بی‌رحمانه‌ای است؛ مثلاً گفتند که این مجموعه تلویزیونی دارد ترویج عشق بین نوجوانان و ازدواج در سن پایین می‌کند در حالی که اصلاً این هدف نویسنده نبود. همان‌طور که همه ما چالش‌های عاطفی در دوران نوجوانی احتمالاً برایمان پیش آمده که گذرا و بدون عمق بوده در این مجموعه تلویزیونی هم به درستی به آن اشاره می‌شود. اما بزرگترهای این بچه‌ها همگی ناراضی هستند و سد اینها شده‌اند و مخالف هستند و همین نشان می‌دهد که قرار نیست چیزی تبلیغ شود.

منتقدان به تصویر کشیده شدن روابط فوق در مجموعه تلویزیونی بچه مهندس اما عقیده دارند که فارغ از آنچه که پایان‌بندی این مجموعه تلویزیونی دربردارد، با به تصویر کشیدن این مسئله قبح امر را شکسته‌اند، فارغ از اینکه کودکان در نهایت به هم برسند یا خیر و برخی از کارشناسان این تابو شکنی و شکستن خطوط قرمز را ستودند و معتقد بودند که برخی از حقایق مقطع نوجوانی و عشق این برهه از زندگی را باید به نمایش گذاشت.

### فصل چهارم
برخی از منتقدان عملکرد فصل چهارم را به دلایلی اعم از ضعف فیلمنامه، زمان اندک و فشرده در ساخت آن، تغییر کارگردان و تغییر بازیگر شخصیت اصلی، ناموفق و آن را بی‌کیفیت توصیف کردند؛همچنین بر اساس نظرسنجی مرکز تحقیقات صداو سیما در خصوص پرمخاطب‌ترین برنامه‌های ماه رمضان، فصل چهارم بچه مهندس در جایگاه آخر سریال‌های تلویزیون قرار گرفت.

## حواشی
تا قبل از ساخت فصل چهارم این سریال، نقش جواد جوادی را در فصل اول یونا تدین (کودکی)، در فصل دوم مانی رحمانی (نوجوانی) و در فصل سوم روزبه حصاری (بزرگسالی) ایفا کردند. در فصل چهارم این سریال مخاطبان انتظار داشتند که در این فصل نیز، روزبه حصاری این نقش را ایفا کند و او نیز به ایفای این نقش علاقه داشت، اما به دلیل درخواست این بازیگر به داشتن مبلغ بسیار بالاتری نسبت به مبلغ قرارداد اش در فصل قبلی، حاضر به همکاری در فصل چهارم این پروژه نشد؛ هرچند این بازیگر به نوعی ضعف فیلمنامه و به طبع خروجی ضعیف آن را دلیل عدم حضورش عنوان کرد. با تصمیم تهیه‌کننده، حصاری که ابتدا برای بازی در فصل چهارم در نظر گرفته شده بود کنار رفت و محمدرضا رهبری جایگزین او شد.
این مجموعه تلویزیونی در گروه فیلم و سریال شبکه پنج سیما تولید شده بود و قرار بود در ماه رمضان همان سال از شبکه پنج پخش شود اما به دلیل آماده نشدن مجموعه تلویزیونی ویژه ماه رمضان شبکه دو، این مجموعه تلویزیونی از شبکه دو پخش شد.
احمد کاوری کارگردان فصل چهارم این سریال گفت که به خاطر درگیری علی غفاری کارگردان اصلی سریال با پروژه ای دیگر، فقط قرار بوده یک ماه کارگردانی را بر عهده داشته باشد ولی درنهایت در عمل انجام شده قرار گرفته و کل فصل چهارم را کارگردانی کرده است.

## بازیگرانفصل اول
| بازیگر            | نقش                             | توضیحات                                      |
| ----------------- | ------------------------------- | -------------------------------------------- |
| یونا تدین         | جواد جوادی (کودکی)              | نقش اصلی                                     |
| پرویز پورحسینی    | اسماعیل جهانشیری (محمدرضا سرلک) | نگهبان پرورشگاه و برادر ناتنی منیره جاهد     |
| بهناز جعفری       | منیره جاهد                      | خواهر ناتنی اسماعیل و مدیر پرورشگاه          |
| ساناز سعیدی       | صدیقه اقدسیان                   | مادر خوانده جواد و مربی پرورشگاه             |
| نیوشا علیپور      | مژگان عباسی (مومو) (کودکی)      | دختر خوانده سارا و افشین و دوست جواد         |
| آریا نرج‌آبادی     | رسول (کودکی)                    | دوست جواد                                    |
| برزو ارجمند       | قدرت جعفرپور                    | همسر صدیقه ، مربی پرورشگاه                   |
| بهاره رهنما       | سارا عباسی                      | همسر افشین و مادر خوانده مژگان               |
| عباس جمشیدی‌فر     | کریم فرجام                      | سرایدار پرورشگاه                             |
| نفیسه روشن        | رویا هرندی                      | مربی پرورشگاه                                |
| سوگل طهماسبی      | زینب احدی                       | مربی پرورشگاه                                |
| سلمان فرخنده      | هادی همت                        | مربی پرورشگاه                                |
| افشین نخعی        | افشین عباسی                     | همسر سارا و پدر خوانده مژگان                 |
| محمد کاسبی        | شفیع آصف                        | معاون سرلک (مدیر مؤسسه)                      |
| کریم اکبری مبارکه | یعقوب کریمان (صورت زخمی)        | پدر واقعی مژگان                              |
| اندیشه فولادوند   | گلچهره بقایی                    | مادر جواد                                    |
| سیاوش چراغی‌پور    | عزیز لاهوتی                     | مدیر داخلی پرورشگاه                          |
| فرزین محدث        | یحیی نعیمی                      | سرایدار پرورشگاه                             |
| حمید شریف‌زاده     | محمد جهانشیری                   | پسر اسماعیل                                  |
| مریم خدارحمی      | آسیه اکبری                      | همسر کریم و مربی پرورشگاه                    |
| هاله گرجی         | پونه                            | مربی پرورشگاه                                |
| فرخنده فرمانی‌زاده | عالیه                           | مربی پرورشگاه                                |
| مهرناز بیات       | اکرم                            | مربی پرورشگاه                                |
| شیدا یوسفی        | دکتر میرآبی                     | پزشک پرورشگاه                                |
| سمانه حبیب‌پور     | دکتر صمیمی                      | دستیار دکتر میرآبی                           |
| علی برقی          | رضا                             | آشپز پرورشگاه                                |
| شهروز ابراهیمی    | دکتر گرامی                      | دندانپزشک و از مدعیان پدرخواندگی جواد و رسول |
| بهار نوحیان       | مهرانه                          | همسر دکتر گرامی                              |
| طوفان مهردادیان   | ملکی                            | معاون افشین                                  |
| افشین سنگ‌چاپ      |                                 | معتاد                                        |
| ساعد هدایتی       | سروان مهدی ذاکر                 | رئیس کلانتری                                 |
| بهرام سروری‌نژاد   | محمد فلاح                       | راننده آصف                                   |
| علی خوش بین       | مانی حشمتی (کودکی)              | پسر منیره و فرهاد                            |
| کریم قربانی       | رحمت                            | نگهبان کارخانه                               |

## بازیگرانفصل دوم
| بازیگر            | نقش                             | توضیحات                                         |
| ----------------- | ------------------------------- | ----------------------------------------------- |
| مانی رحمانی       | جواد جوادی (نوجوانی)            | نقش اصلی                                        |
| پرویز پورحسینی    | اسماعیل جهانشیری (محمدرضا سرلک) | نگهبان پرورشگاه، برادر ناتنی منیره و مدیر مؤسسه |
| سیما تیرانداز     | ژاله فرمایش (شیدا قیاسی)        | دوست گلچهره                                     |
| اندیشه فولادوند   | گلچهره بقایی                    | مادر جواد                                       |
| علی اوسیوند       | وثوق دلدار (مجید اعتمادی)       | همسر غزل و قاتل پدر و مادر واقعی جواد           |
| سیاوش چراغی‌پور    | عزیز لاهوتی                     | مدیر پرورشگاه                                   |
| بهاره رهنما       | سارا عباسی                      | همسر افشین و مادرخوانده مژگان                   |
| افشین نخعی        | افشین عباسی                     | همسر سارا و پدرخوانده مژگان                     |
| بهناز جعفری       | منیره جاهد                      | خواهر ناتنی اسماعیل                             |
| کریم اکبری مبارکه | یعقوب کریمان (صورت زخمی)        | پدر واقعی مژگان                                 |
| عسل مردی          | مژگان عباسی (مومو)              | دختر خوانده سارا و افشین، دوست و معشوقه جواد    |
| مهتاب جامی        | مژگان عباسی (مومو)              | دختر خوانده سارا و افشین، دوست و معشوقه جواد    |
| مریم کاویانی      | غزل                             | همسر وثوق                                       |
| سلمان فرخنده      | هادی همت                        | مربی پرورشگاه                                   |
| عباس جمشیدی‌فر     | کریم فرجام                      | آشپز پرورشگاه                                   |
| فرزین محدث        | یحیی نعیمی                      | مربی پرورشگاه                                   |
| سوگل طهماسبی      | زینب احدی                       | همسر محمد                                       |
| حمید شریف‌زاده     | محمد جهانشیری                   | پسر اسماعیل و همسر زینب                         |
| نسرین نکیسا       | شکوفا                           | مددکار زندان                                    |
| یدالله شادمانی    | اوس ناصر                        | صاحبکار جواد                                    |
| بنیامین محمدیان   | رسول (نوجوانی)                  | دوست جواد                                       |
| صحرا اسدالهی      | لیلا معینی                      | نامزد هادی و خبرنگار                            |
| مهران نائل        | فرهاد حشمتی                     | همسر منیره و پدر مانی                           |
| مسعود بهنامی مهر  | قاقازلی                         | نوچه وثوق                                       |
| روح‌الله مهرابی    | فرشاد                           | همسر گلچهره و پدر جواد                          |
| طوفان مهردادیان   | ملکی                            | معاون افشین                                     |
| مهرداد فلاحتگر    | امانت                           | وکیل وثوق                                       |
| فرج‌الله گل‌سفیدی   | رجب                             | کارمند اداره پست                                |
| سیامک اشعریون     | بهرامی                          | طلا فروش                                        |
| حسین ملکی         |                                 | صاحب مسافرخانه                                  |
| فاطمه مرتاضی      |                                 | صاحبخانه جدید خانه قبلی افشین                   |
| متین مصطفوی       | مانی حشمتی                      | پسر منیره و فرهاد                               |
| کریم قربانی       | رحمت                            | نگهبان کارخانه                                  |
| سعید هاشمی        | نوری                            | کارمند کتابخانه                                 |

## بازیگرانفصل سوم
| بازیگر            | نقش                      | توضیحات                                                         |
| ----------------- | ------------------------ | --------------------------------------------------------------- |
| روزبه حصاری       | جواد جوادی (جوانی)       | نقش اصلی                                                        |
| فرهاد قائمیان     | صادق توفیقی مقدم         | رئیس دپارتمان هوا فضای دانشگاه امیر کبیر، پدر مرضیه و همسر زهرا |
| ثریا قاسمی        | بی‌بی گوهر تفرشی          | مادر خوانده و هم‌خانه جواد و سرایدار منزل پدری تینا و تینوش      |
| کامران تفتی       | خوشنام                   | مامور امنیتی                                                    |
| سعید کریمی        | مسعود تابش               | دوست و هم دانشگاهی جواد                                         |
| مهرزاد جعفری      | مسعود تابش (نوجوانی)     | دوست و هم دانشگاهی جواد                                         |
| محمود خسرومنش     | قاسم همدم                | دوست و هم دانشگاهی جواد                                         |
| مهشید جوادی       | مرضیه توفیقی مقدم        | دختر صادق و هم دانشگاهی جواد                                    |
| فرناز رهنما       | تینا وصال                | خواهر تینوش و مدیرعامل کارخانه وصال                             |
| کاوه سماک‌باشی     | تینوش وصال               | برادر و شریک تینا                                               |
| سید مهرداد ضیایی  | داورپناه                 | مدیر داخلی کارخانه                                              |
| اتابک نادری       | مهرپرور                  | استاد دانشگاه                                                   |
| افشین نخعی        | افشین عباسی              | پدر خوانده مژگان                                                |
| عباس جمشیدی‌فر     | کریم فرجام               | آشپز پرورشگاه                                                   |
| کریم قربانی       | رحمت                     | نگهبان پرورشگاه                                                 |
| سلمان فرخنده      | هادی همت                 | مدیر پرورشگاه                                                   |
| فریده دریامج      | کتایون افشانی            | همسر رحمت                                                       |
| امید ماهر         | سینا ماهر                | هم دانشگاهی جواد و الناز و دانشجوی اخراجی از دانشگاه            |
| نسیم باقریان      | الناز مافی               | رقیب و هم دانشگاهی جواد                                         |
| خیام وقار کاشانی  | سعید نصیری               | پسر خوانده صادق و دوست جواد                                     |
| مانی رحمانی       | جواد جوادی (نوجوانی)     | نقش اصلی                                                        |
| فرید قبادی        | شبح                      | خرابکار حرفه‌ای                                                  |
| حسن اسدی          | صبوری                    | مقام بلندپایه وزارت نفت                                         |
| آرش نوذری         | شرف                      | نگهبان خوابگاه                                                  |
| احسان مهدی        | رسول (جوانی)             | دوست جواد                                                       |
| شیوا خسرومهر      | زهرا                     | همسر صادق و مادر مرضیه                                          |
| احسان امانی       | شجری                     | تاجر                                                            |
| کریم اکبری مبارکه | یعقوب کریمان (صورت زخمی) | پدر واقعی مژگان                                                 |
| یاسمن قلی‌پور      | سپیده                    | دوست الناز                                                      |
| زهرا دباغیان      | عطیه                     | دختر دایی و همسر قاسم                                           |
| مهسا مهجور        | نسیم جفرودی              | دوست تینا                                                       |
| سارا شاهرودیان    | ریحانه                   | همسر سعید                                                       |
| بهنام مؤمنی       |                          |                                                                 |
| عباسعلی نورایی    |                          | دایی قاسم و پدر عطیه                                            |

## بازیگرانفصل چهارم
| بازیگر           | نقش                                  | توضیحات                                                         |
| ---------------- | ------------------------------------ | --------------------------------------------------------------- |
| محمدرضا رهبری    | جواد جوادی (جوانی)                   | نقش اصلی، همسر مرضیه، دوست بهروز                                |
| فرهاد قائمیان    | صادق توفیقی مقدم                     | رئیس دپارتمان هوا فضای دانشگاه امیر کبیر، پدر مرضیه و همسر زهرا |
| عبدالرضا اکبری   | بابک مظفری                           | خلبان و دوست صادق                                               |
| ثریا قاسمی       | بی‌بی گوهر تفرشی                      | مادر خوانده جواد                                                |
| سهند جاهدی       | بهروز سیاح                           | دوست جواد، نامزد شیوا                                           |
| مهشید جوادی      | مرضیه توفیقی مقدم                    | دختر صادق، همسر جواد                                            |
| علیرضا جلالی‌تبار | پروفسور حسام                         | پزشک معالج جواد، خادم حرم امام رضا                              |
| کوروش سلیمانی    | فرهاد رستگاری                        | مامور امنیتی و برادر آرش                                        |
| بهنام شرفی       | آرش رستگاری (ناصر فیض / بهنام سمیعی) | مامور امنیتی و برادر فرهاد                                      |
| سیما خضرآبادی    | شیوا (فائزه) موحد                    | دوست مرضیه، نامزد بهروز                                         |
| شیوا خسرومهر     | زهرا                                 | همسر صادق و مادر مرضیه                                          |
| عزت‌الله مهرآوران | رفیع زحمتکش                          | همسر دوم مستوره                                                 |
| شهین تسلیمی      | مستوره نادرخانی                      | مادر بهروز و همسر دوم رفیع                                      |
| عباس جمشیدی‌فر    | کریم فرجام                           | آشپز پرورشگاه                                                   |
| سیاوش چراغی‌پور   | عزیز لاهوتی                          | مدیر پرورشگاه                                                   |
| امید روحانی      | کیهانی                               | استاد دانشگاه                                                   |
| اتابک نادری      | مهرپرور                              | استاد دانشگاه                                                   |
| رامین راستاد     | هاتف                                 | سر دسته باند کودکان کار در بهشت زهرا                            |
| رحیم نوروزی      | حامد                                 | طلبکار بهروز                                                    |
| حمیدرضا هدایتی   | محسن مافی                            | پدر الناز                                                       |
| ساغر عزیزی       | سایه                                 | رئیس گروه خرابکاری و مافوق صولت                                 |
| وحید نفر         | صولت                                 | کارمند سایه                                                     |
| کریم قربانی      | رحمت                                 | نگهبان پرورشگاه                                                 |
| فریده دریامج     | کتایون افشانی                        | همسر رحمت                                                       |
| حسن ولیخانی      | علی عنایت                            | مامور امنیتی                                                    |
| نسیم باقریان     | الناز مافی                           | رقیب و هم دانشگاهی جواد، دختر محسن                              |
| سالار کریمخانی   | اکبر بهمنی                           | هم دانشگاهی الناز                                               |
| مونا خوارزمی     | بهار                                 | کارمند صولت                                                     |
| پرویز بزرگی      |                                      | کارمند صولت                                                     |
| روشنک سه‌قلعه‌گی   | مش ننه                               | مادر قانع                                                       |
| رضا نامداری      | قانع                                 | نگهبان پرورشگاه گلستان علی                                      |
| حسین شمس‌آبادی    | بابا حمید                            | مدیر پرورشگاه گلستان علی                                        |
| امیر امیری       | رامین                                | مرد خلافکار                                                     |
| مرضیه ایرانی     |                                      |                                                                 |
| امیررضا فرامرزی  | امیر توانایی                         | پسر خوانده صادق                                                 |